# دریای لیگوریا

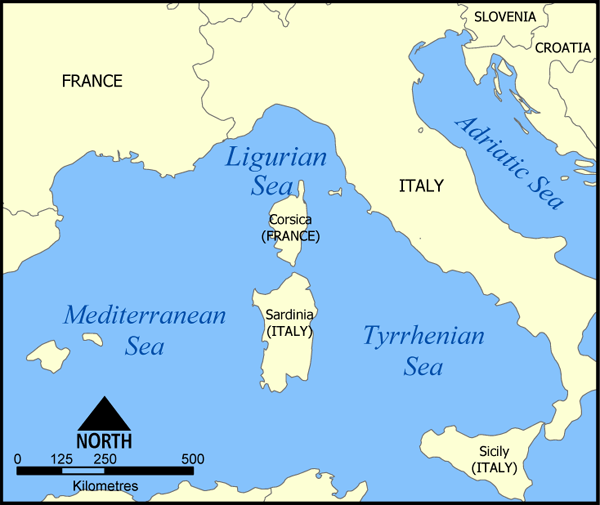
مکان دریای لیگوریا(Ligurian Sea) در نقشه

دریای لیگوریا (به ایتالیایی: Mar Ligure) بخشی از دریای مدیترانه است، که بین نوار ریویرا ایتالیا و جزیره‌های کرس و الب قرار گرفته‌است. خلیج جنووا شمالی‌ترین قسمت این دریا را تشکیل می‌دهد و رود آرنو و دیگر رودهایی که از رشته‌کوه‌های آپنین سرچشمه می‌گیرند از سمت شرق به این دریا می‌ریزند. دریای لیگوریا احتمالاً به خاطر قوم لیگور چنین نام‌گذاری شده‌است.

## نگارخانه

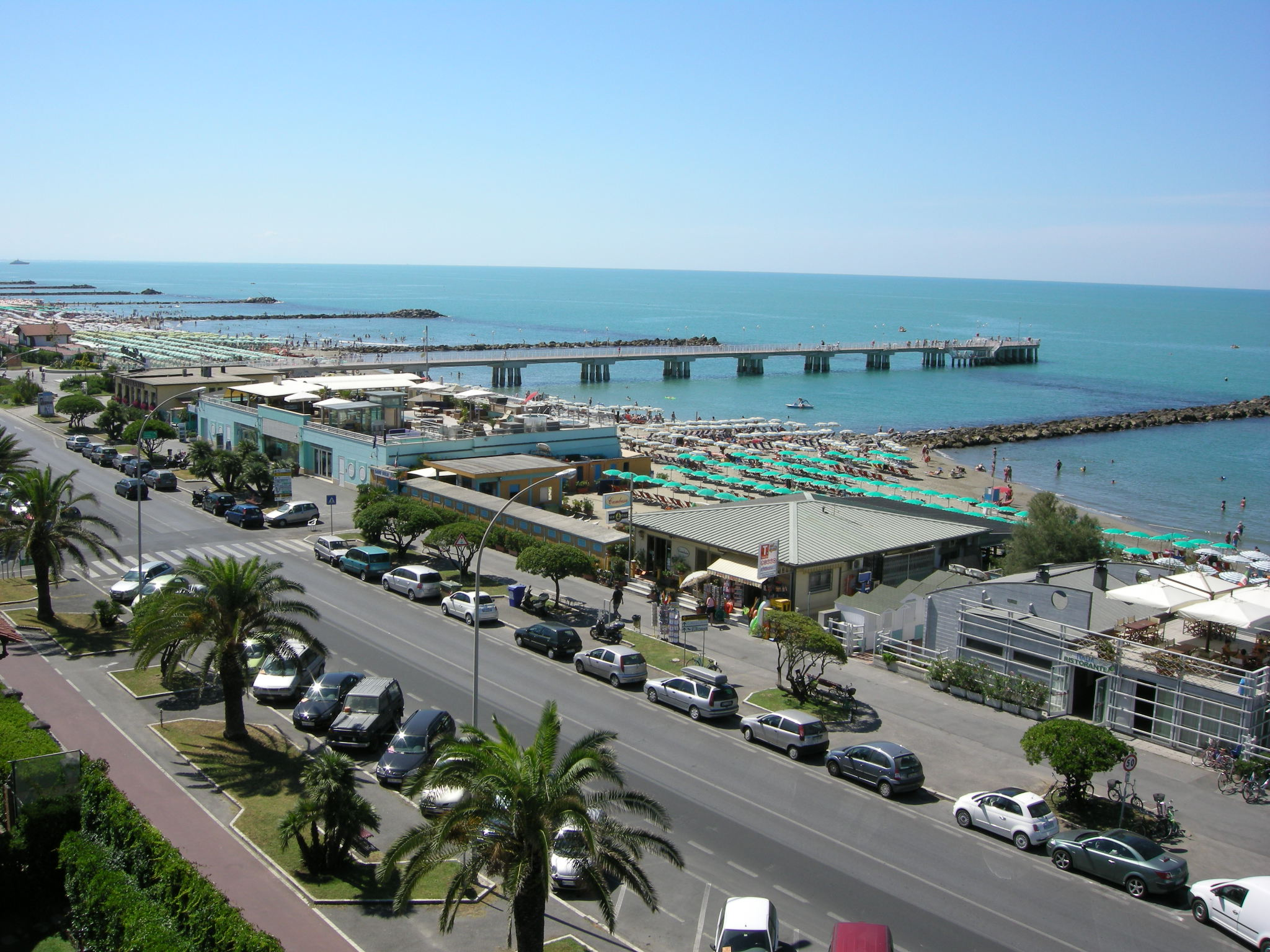
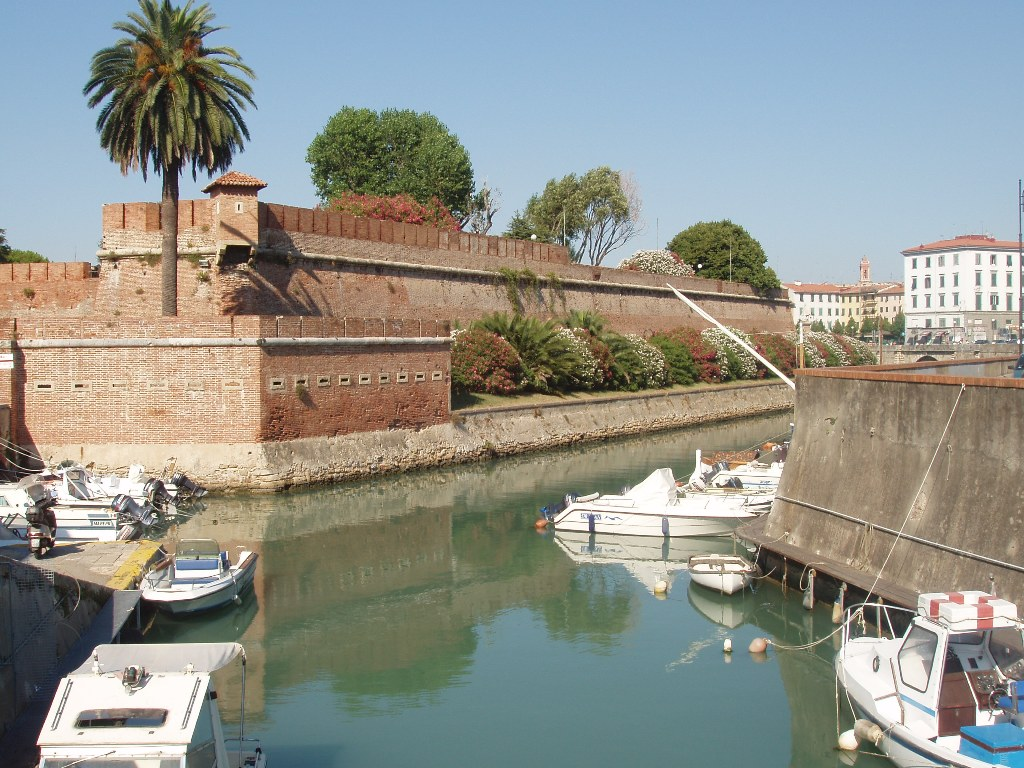
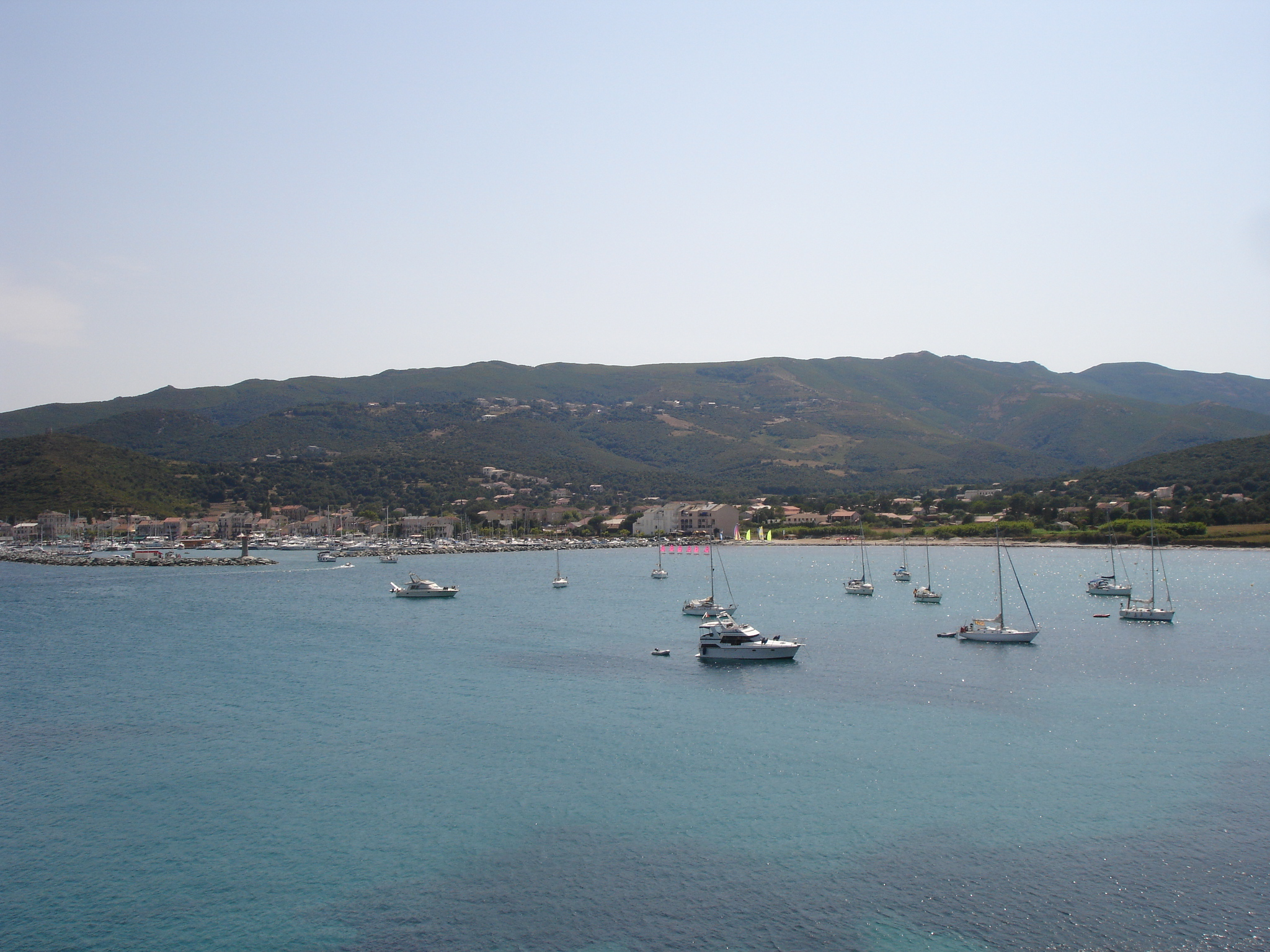
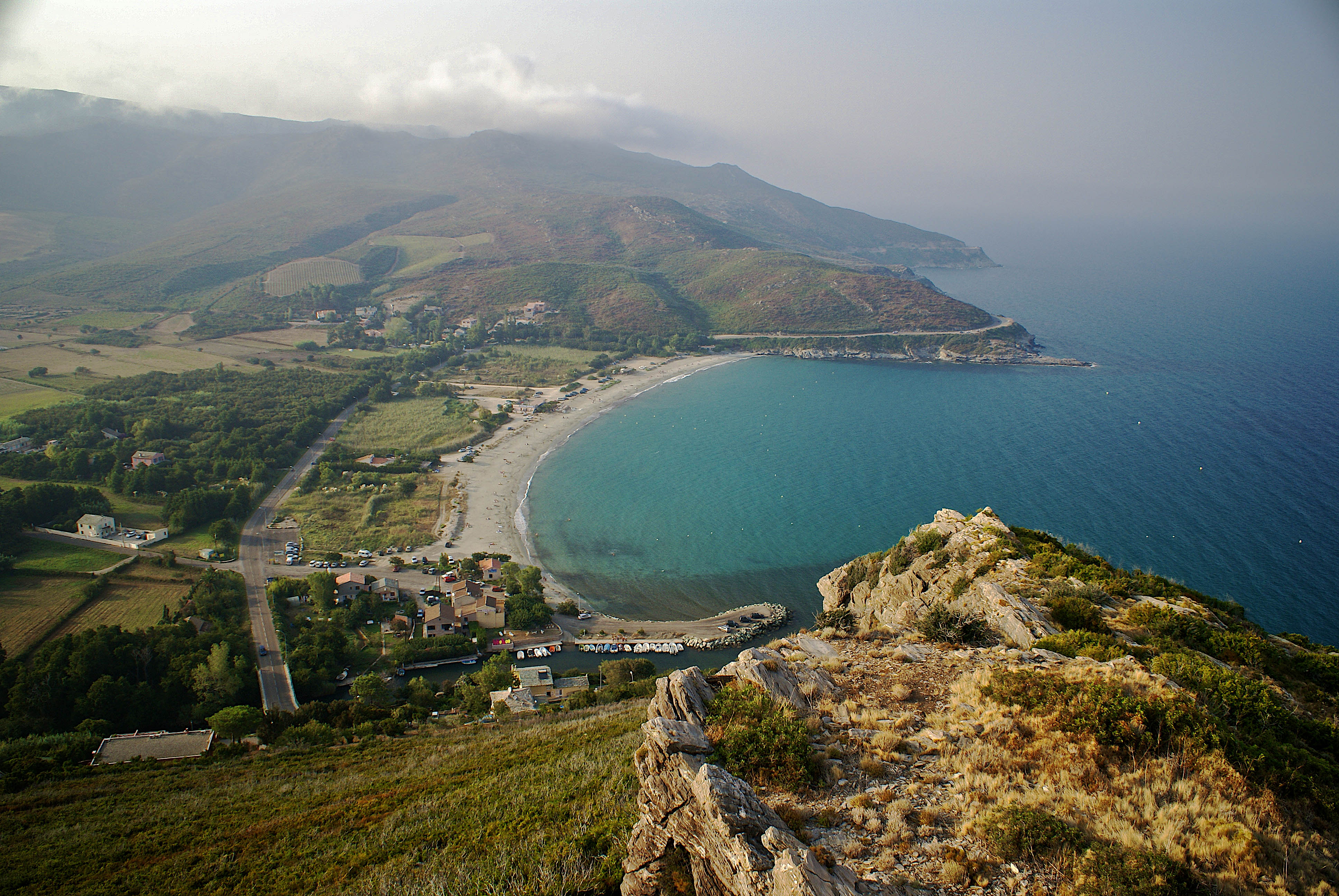
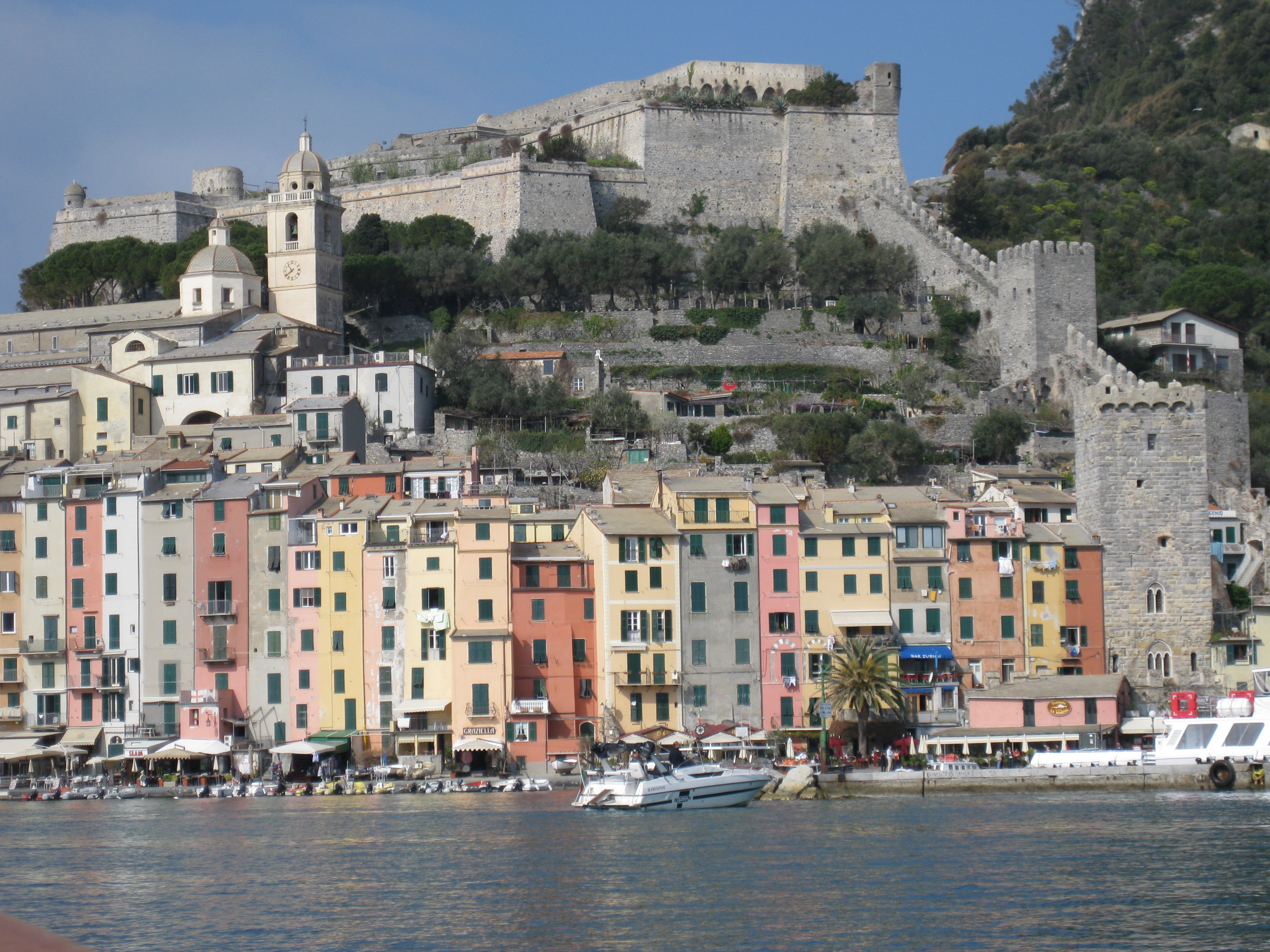
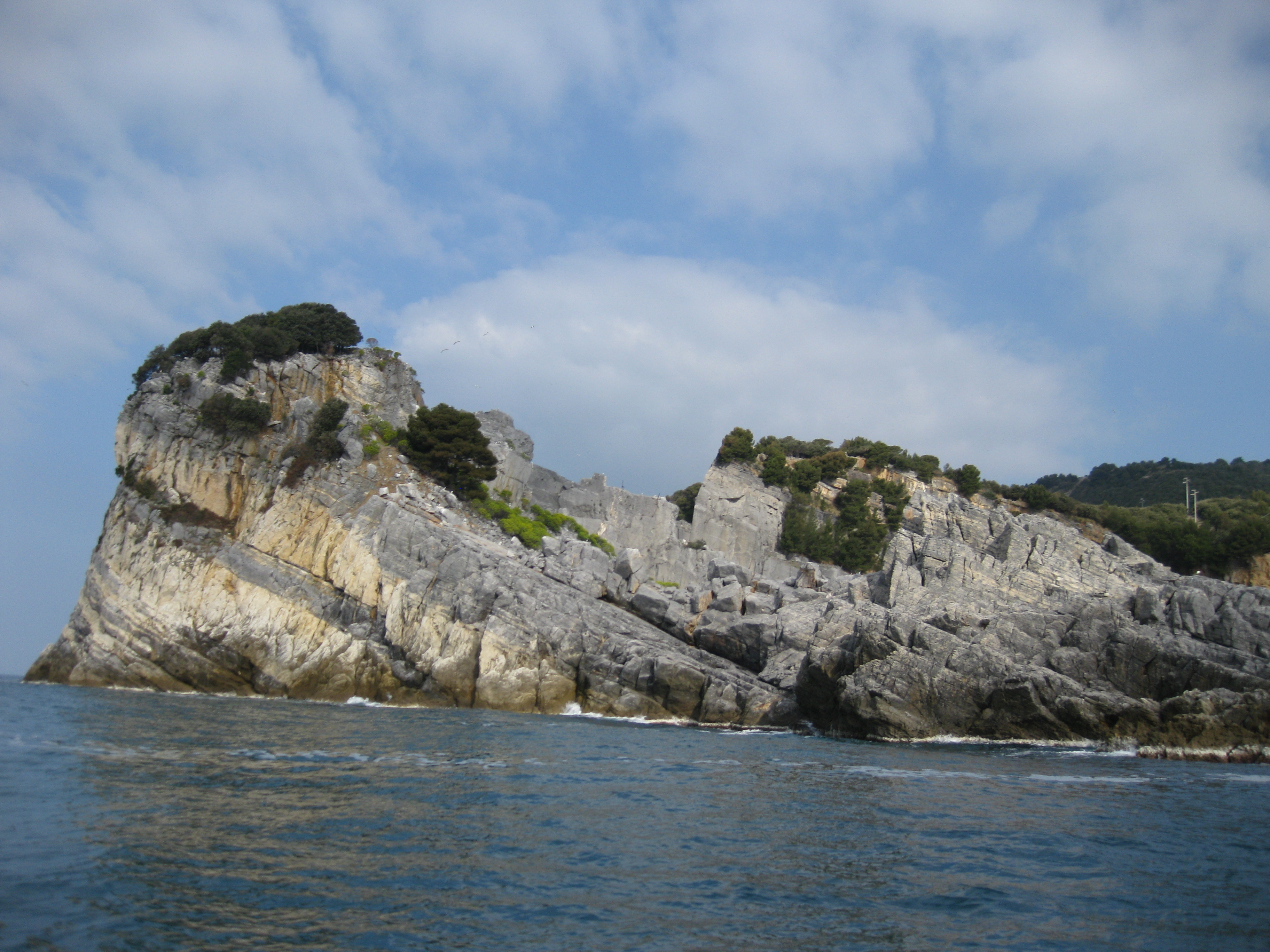
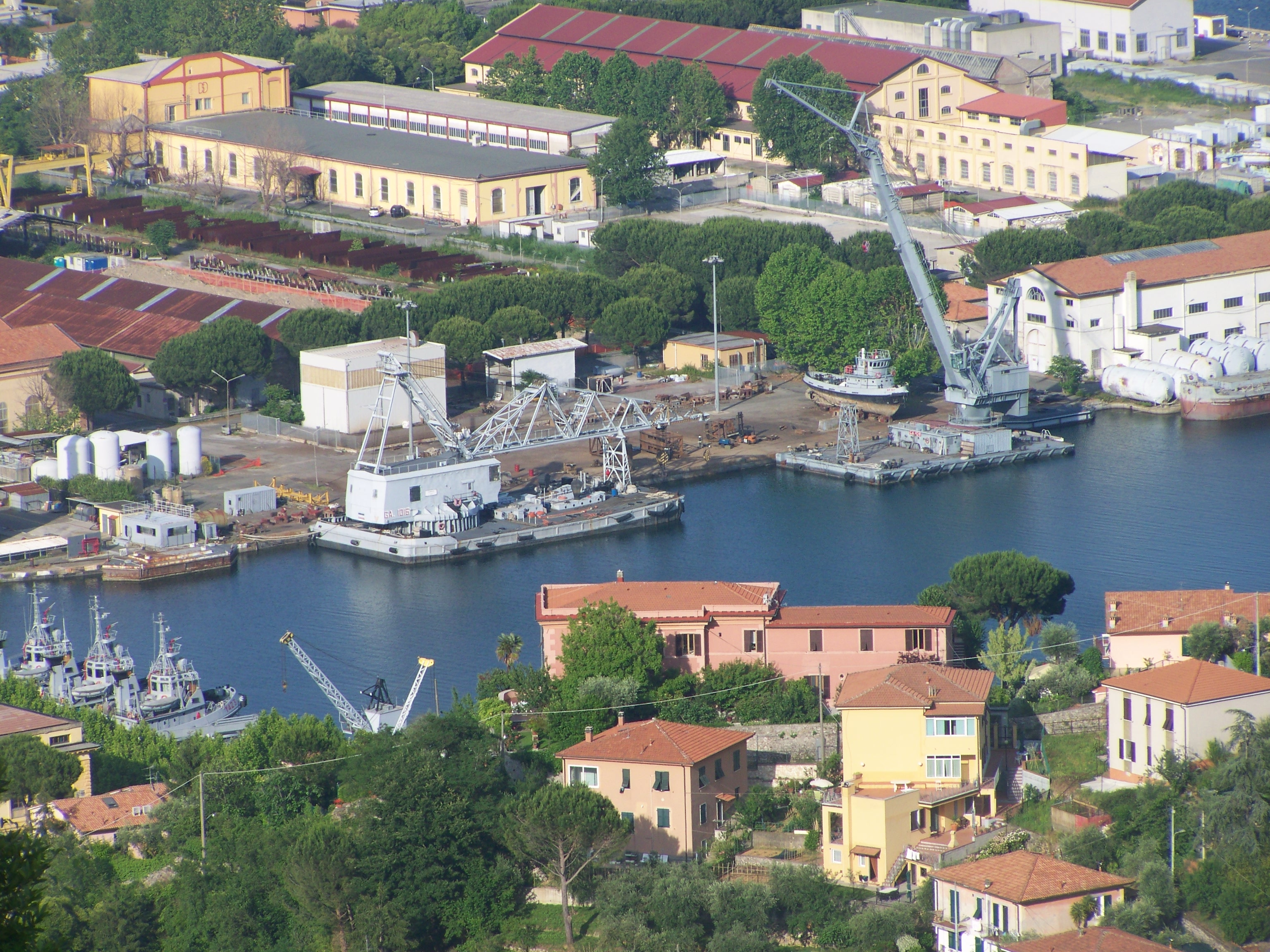
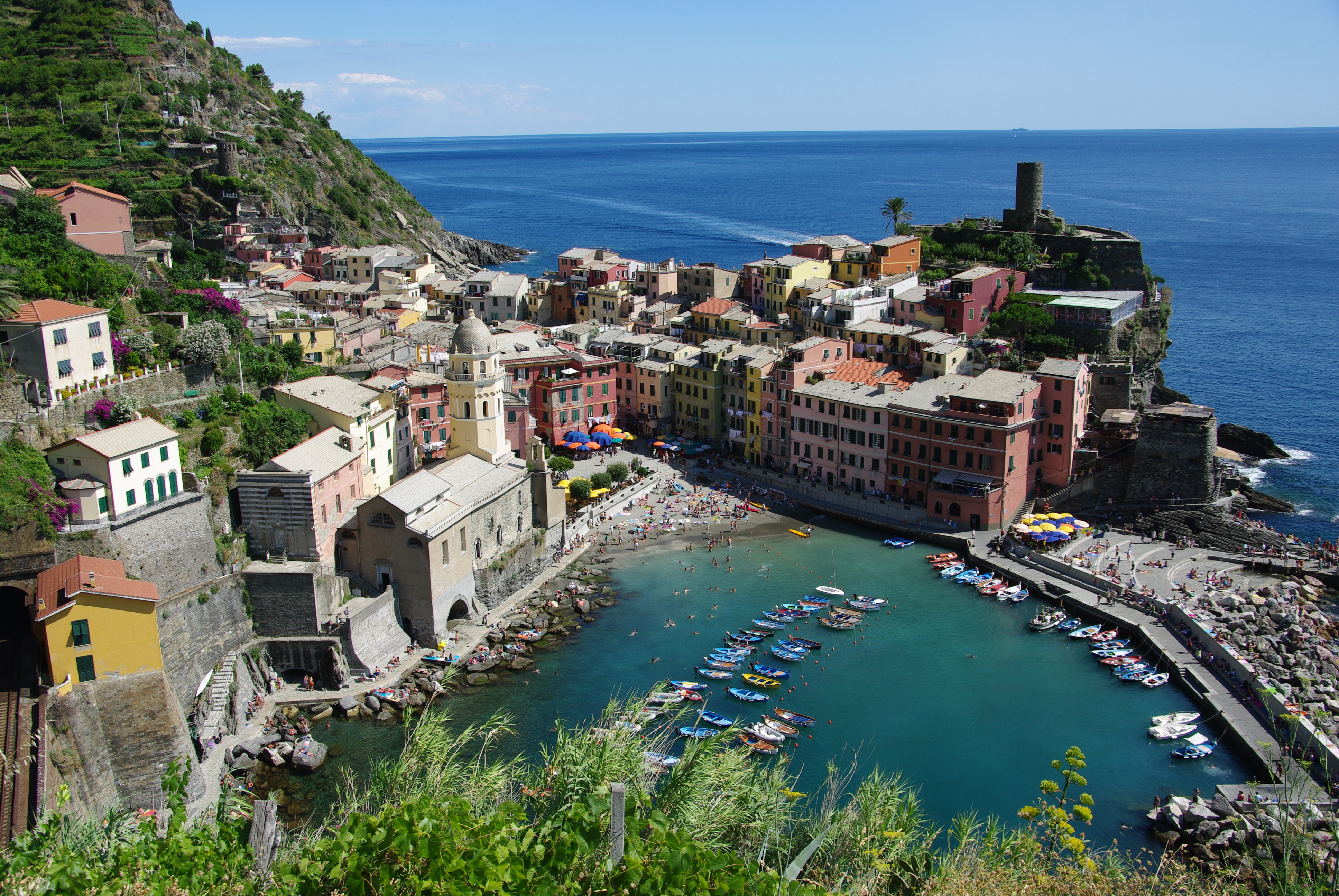
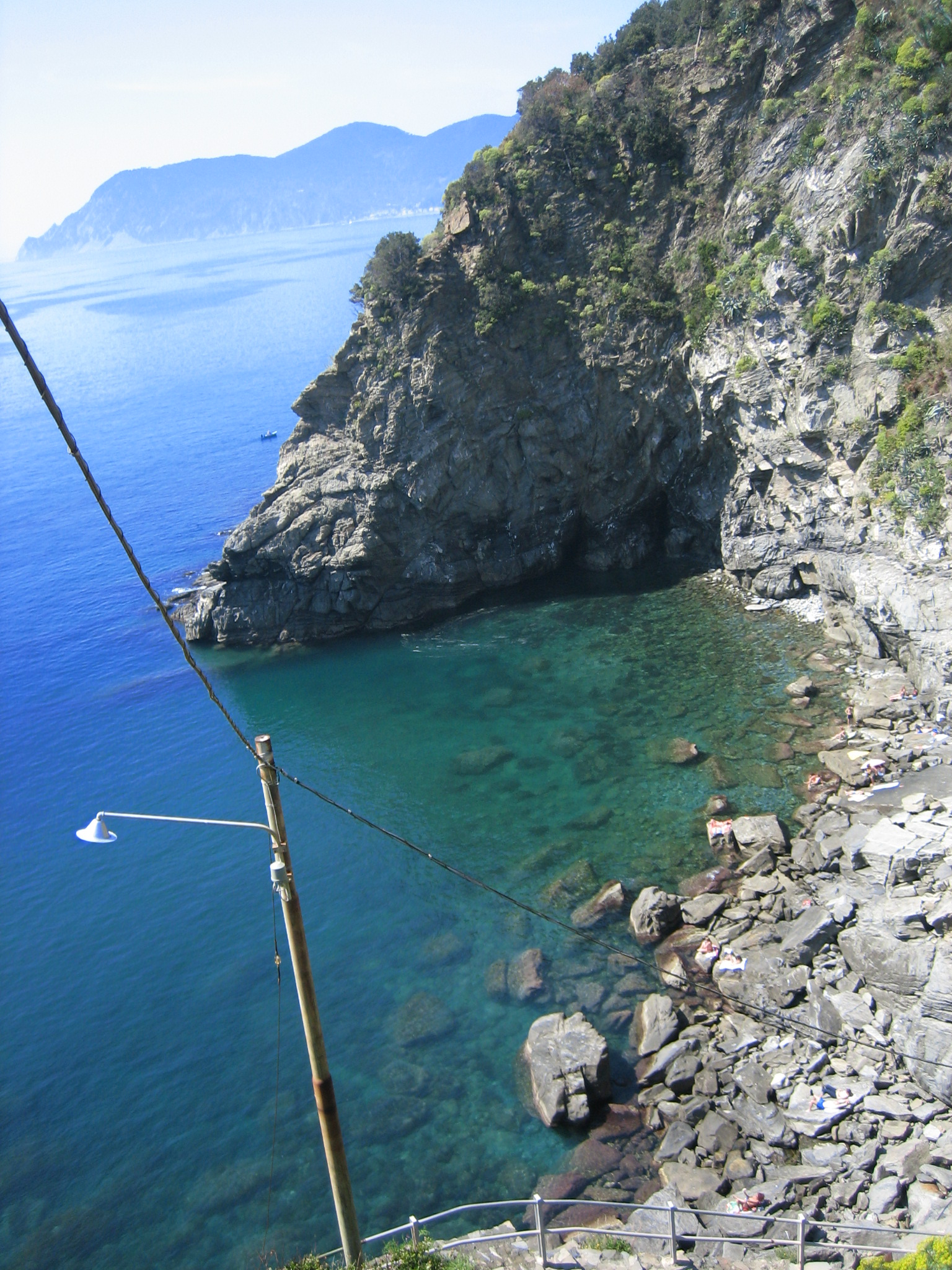
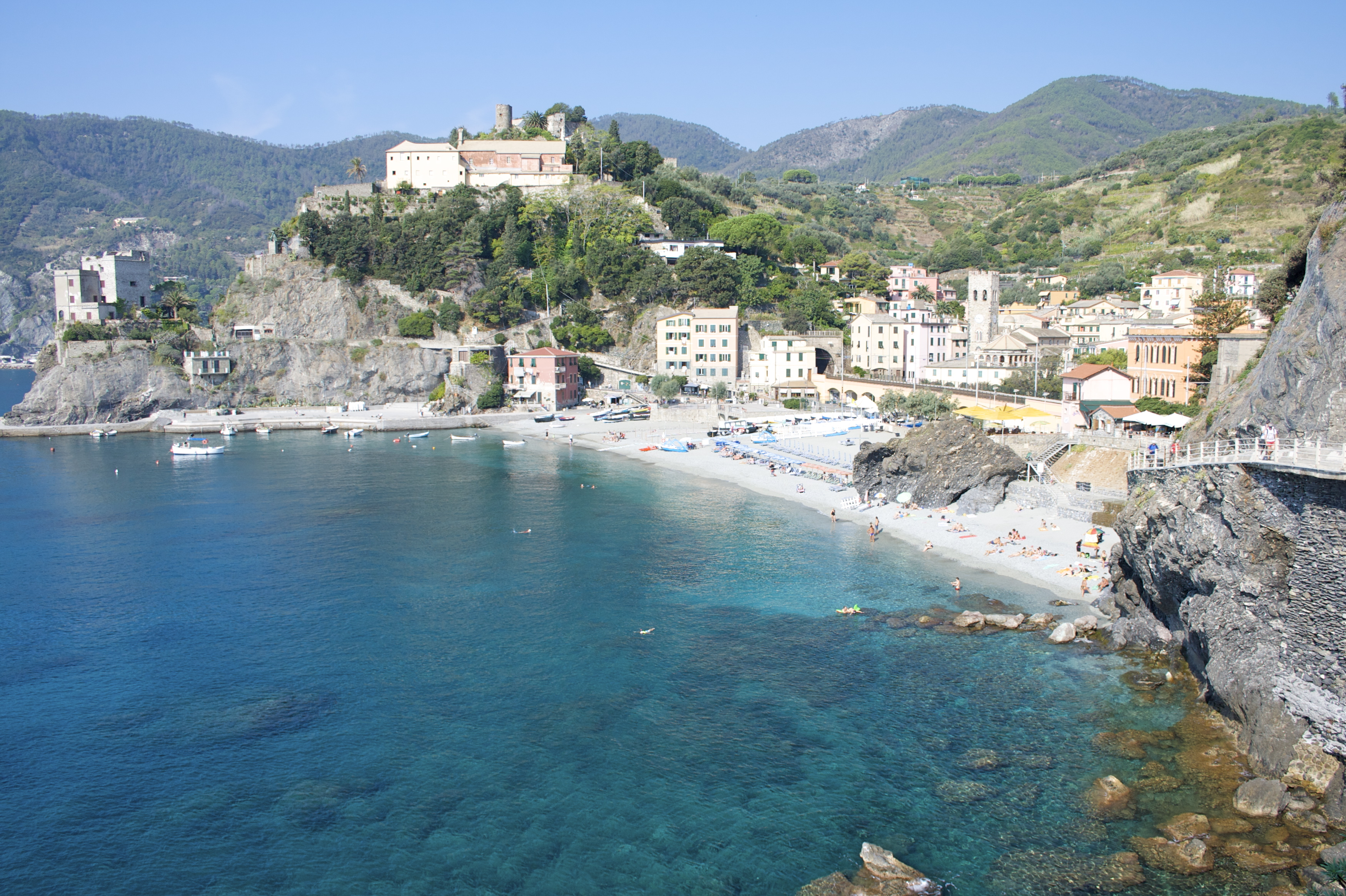
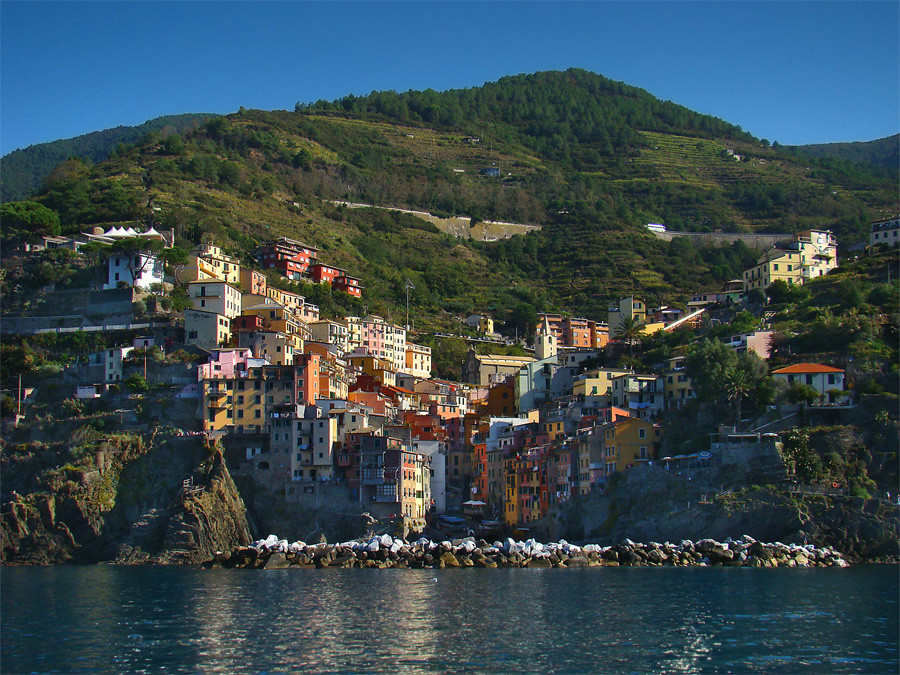
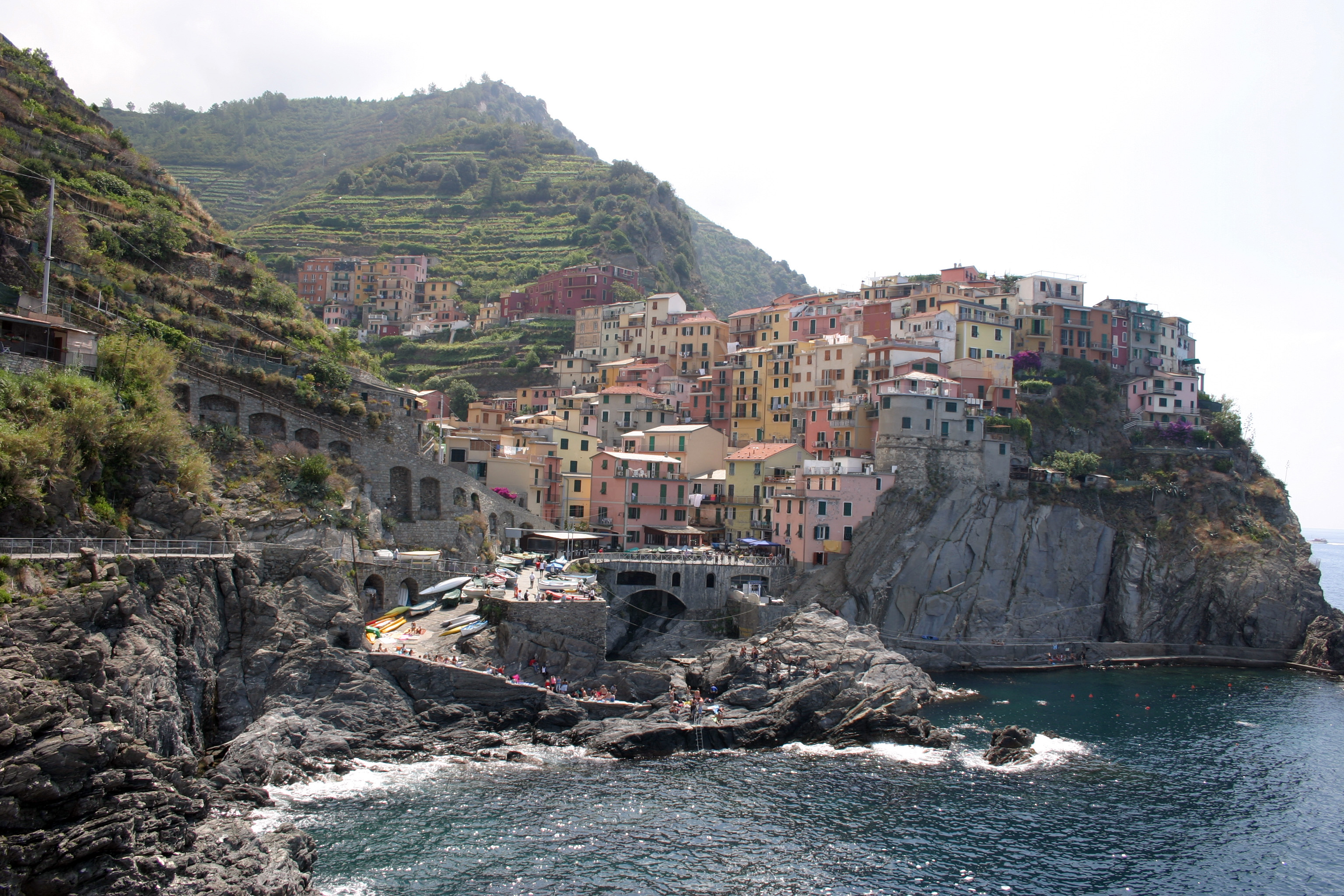
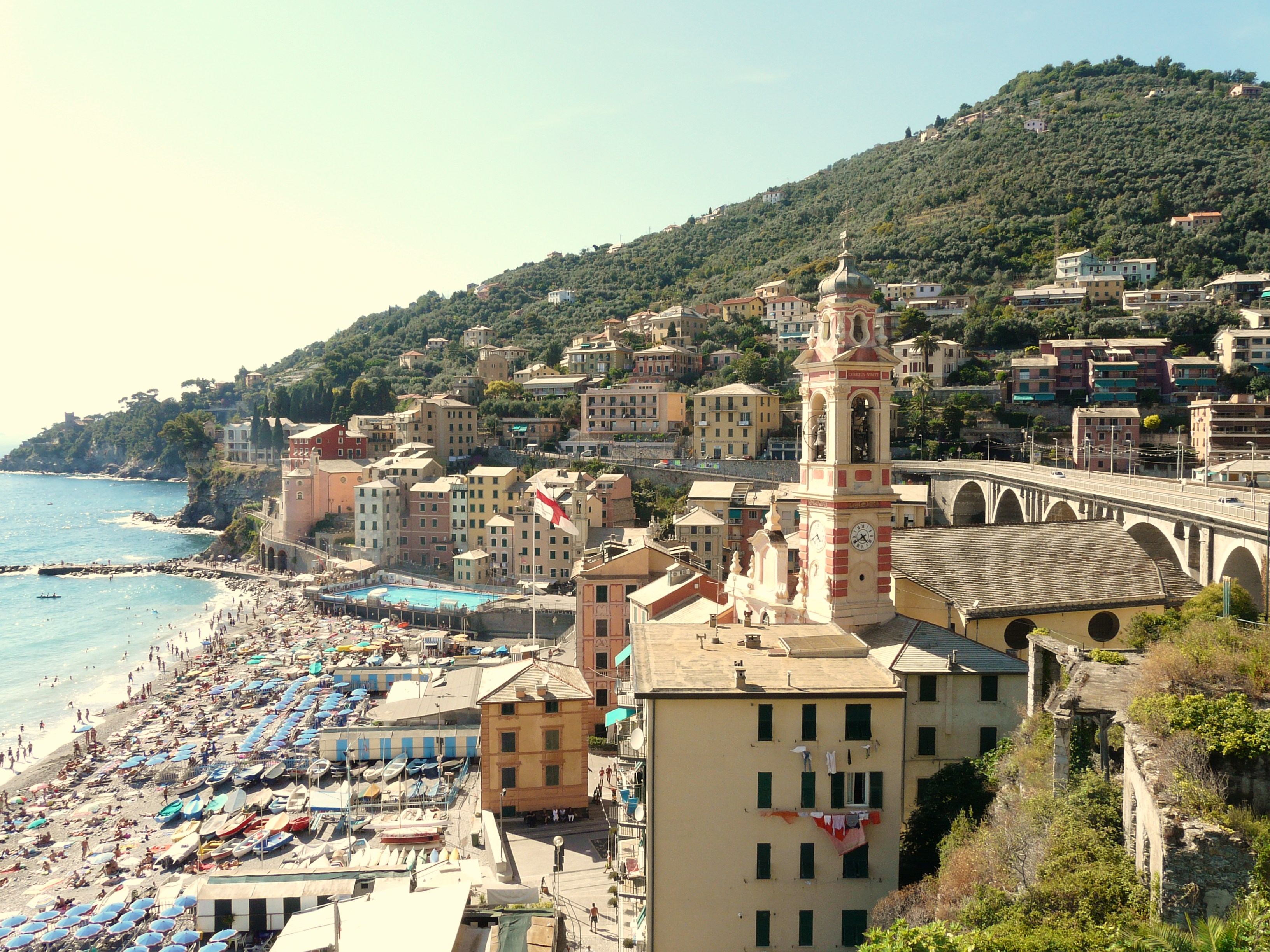
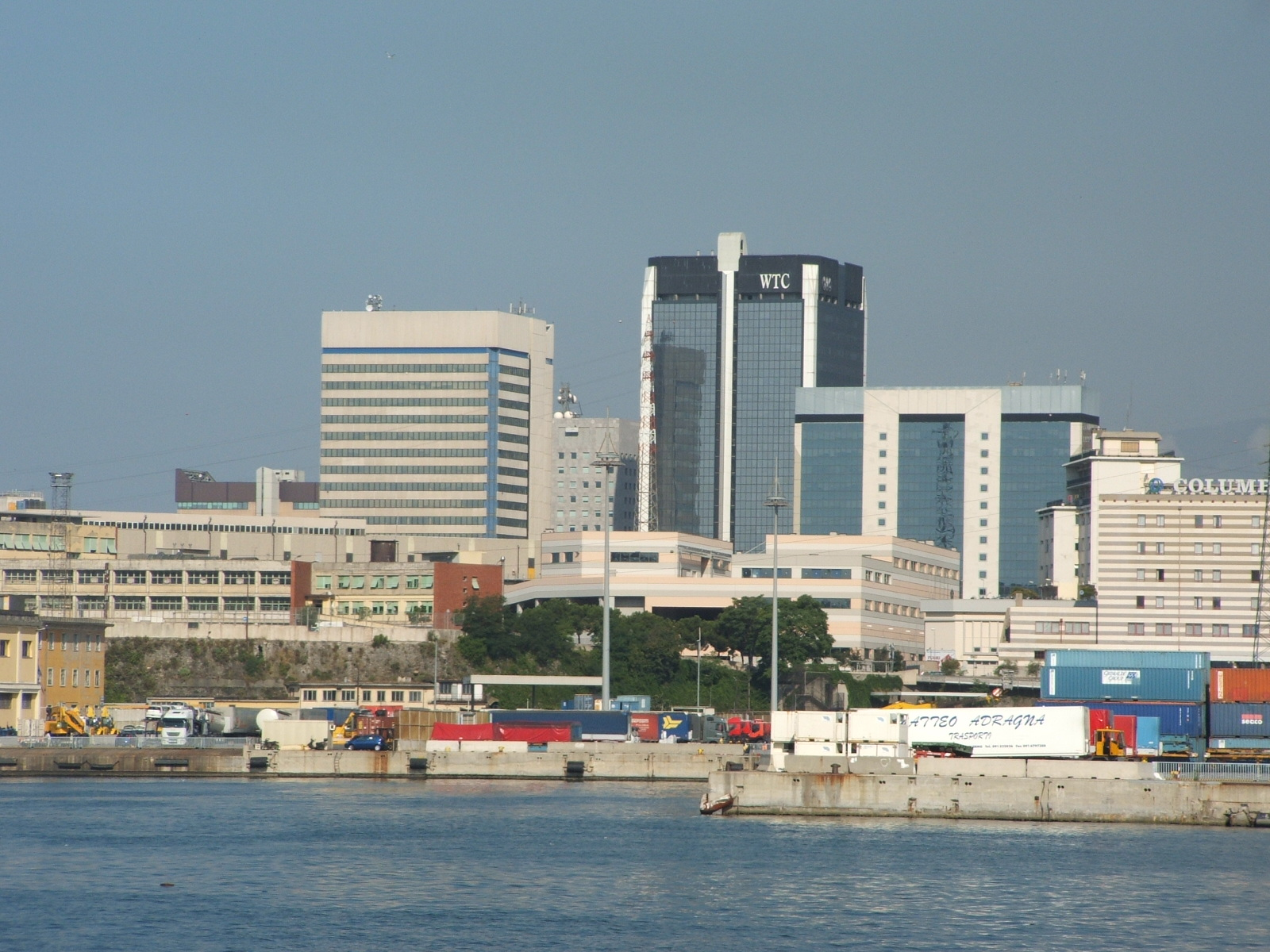
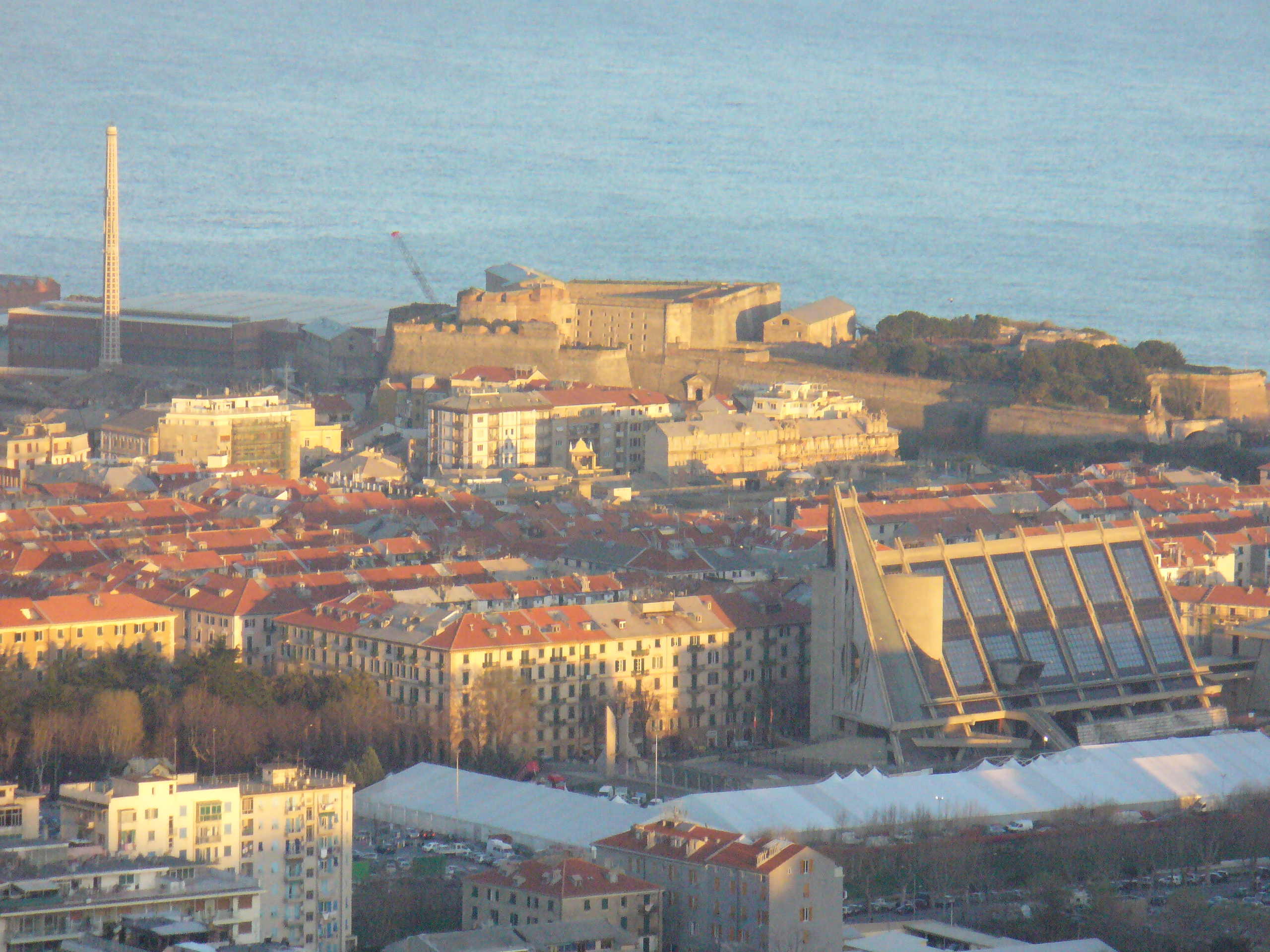
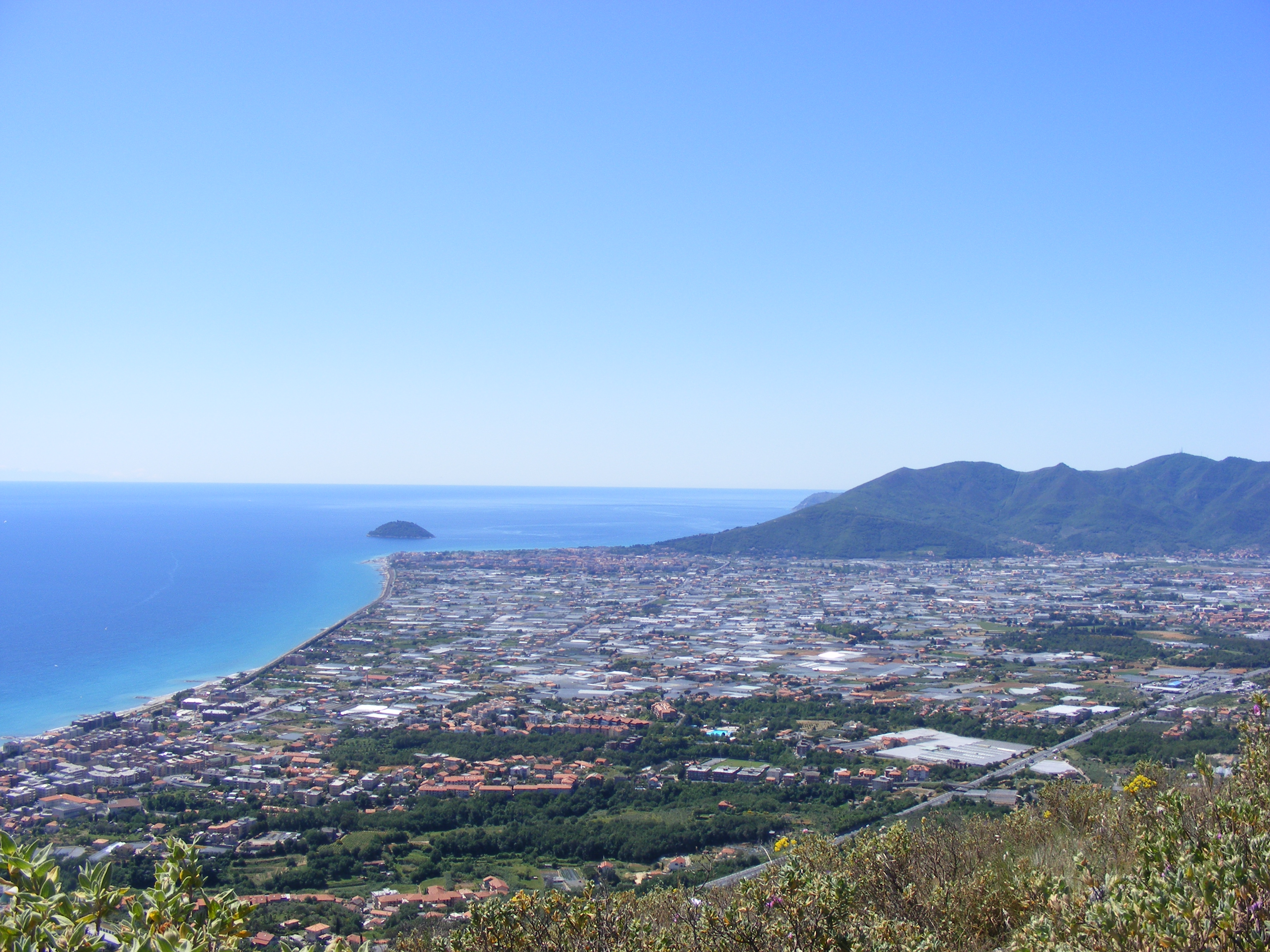
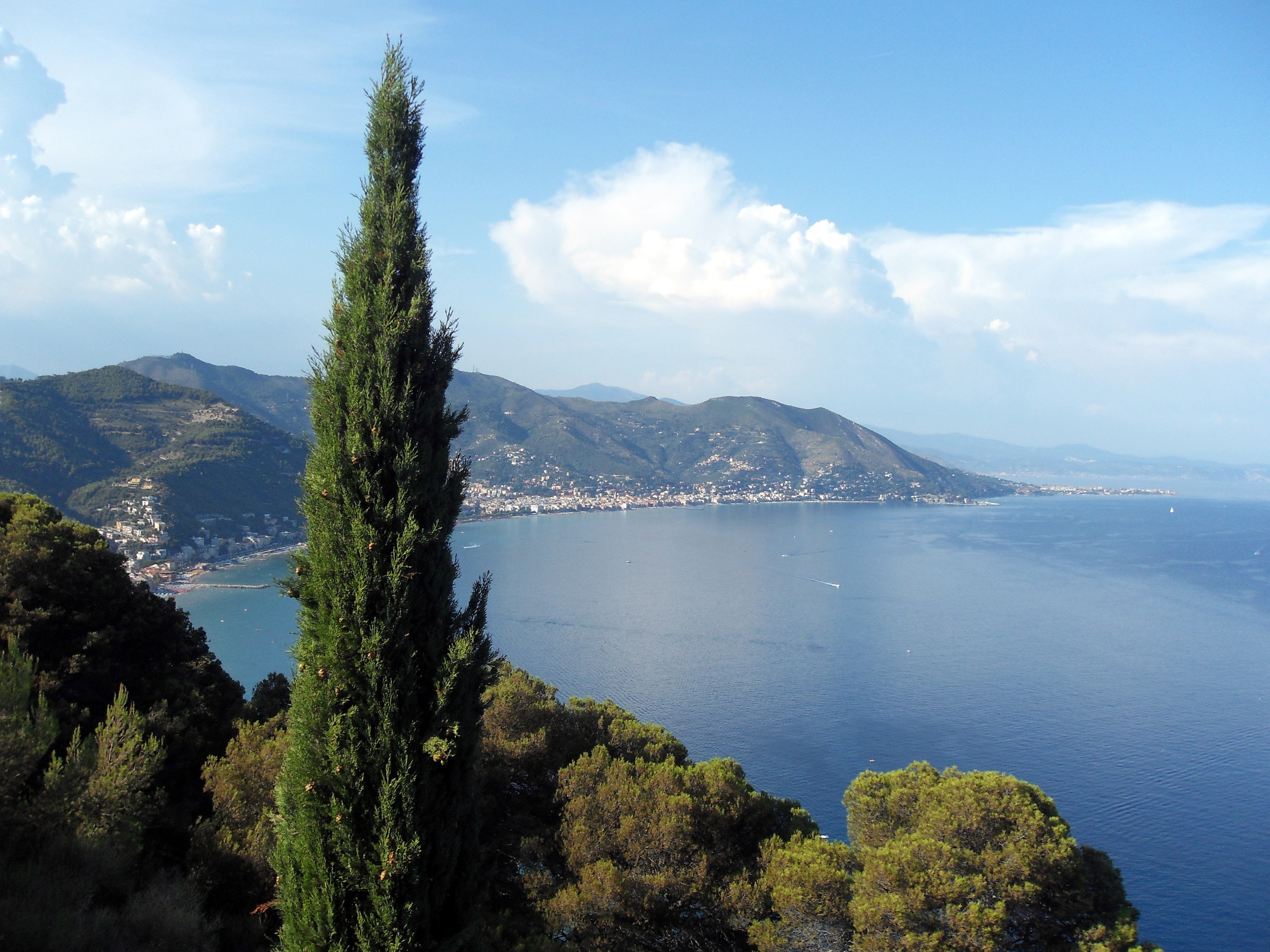
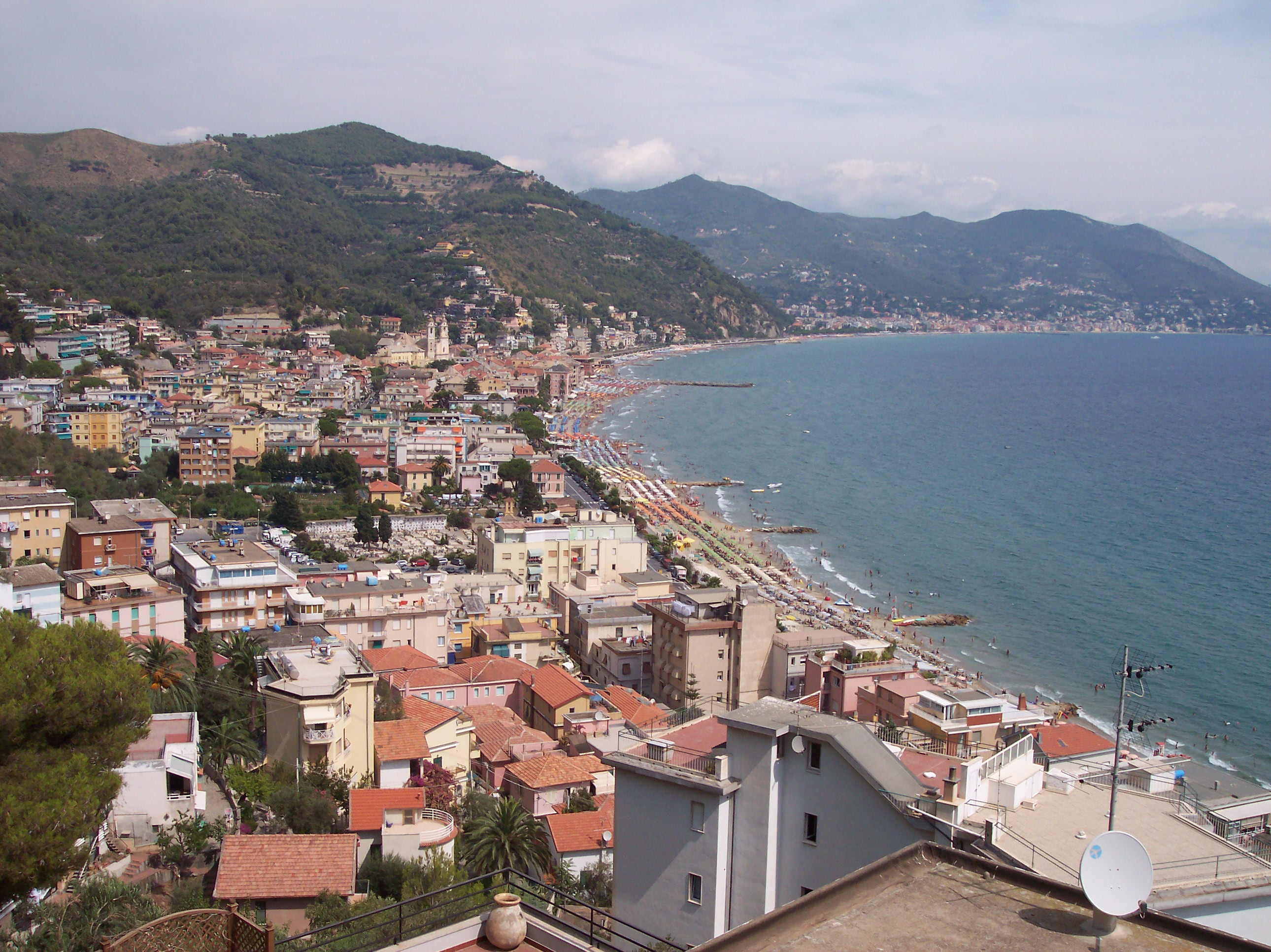
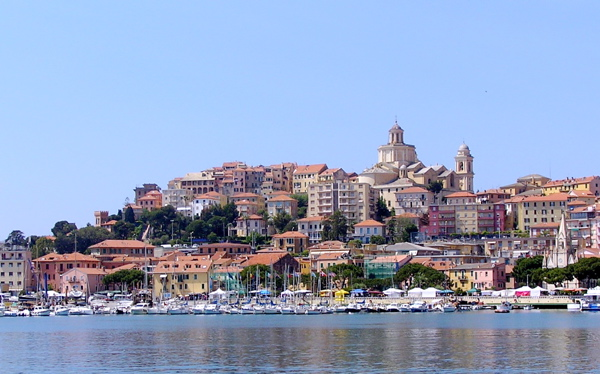
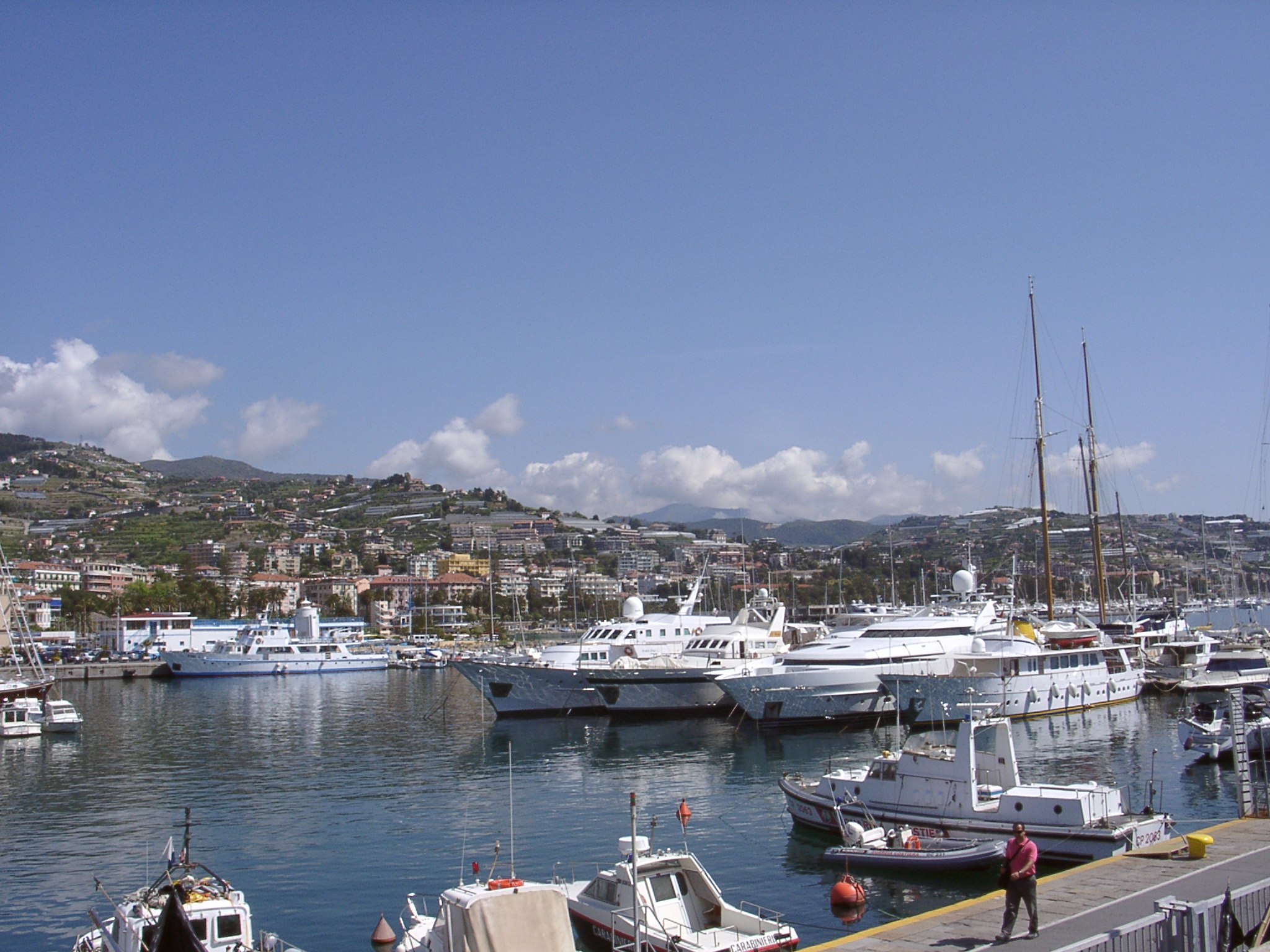
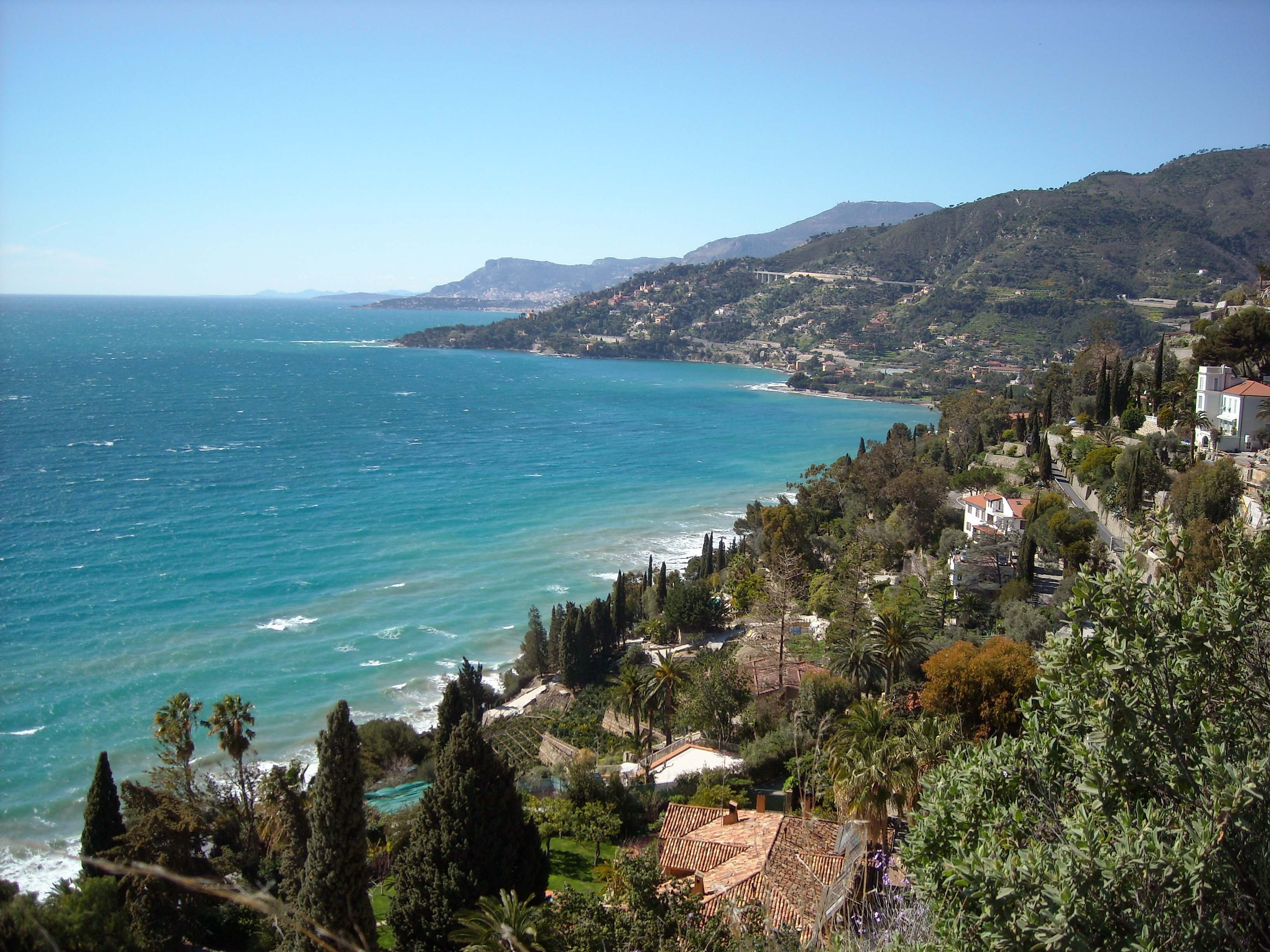
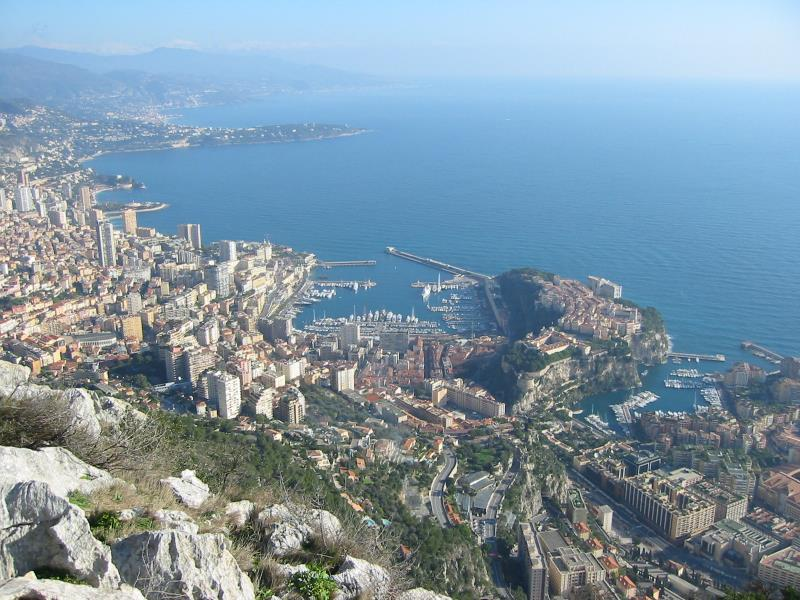
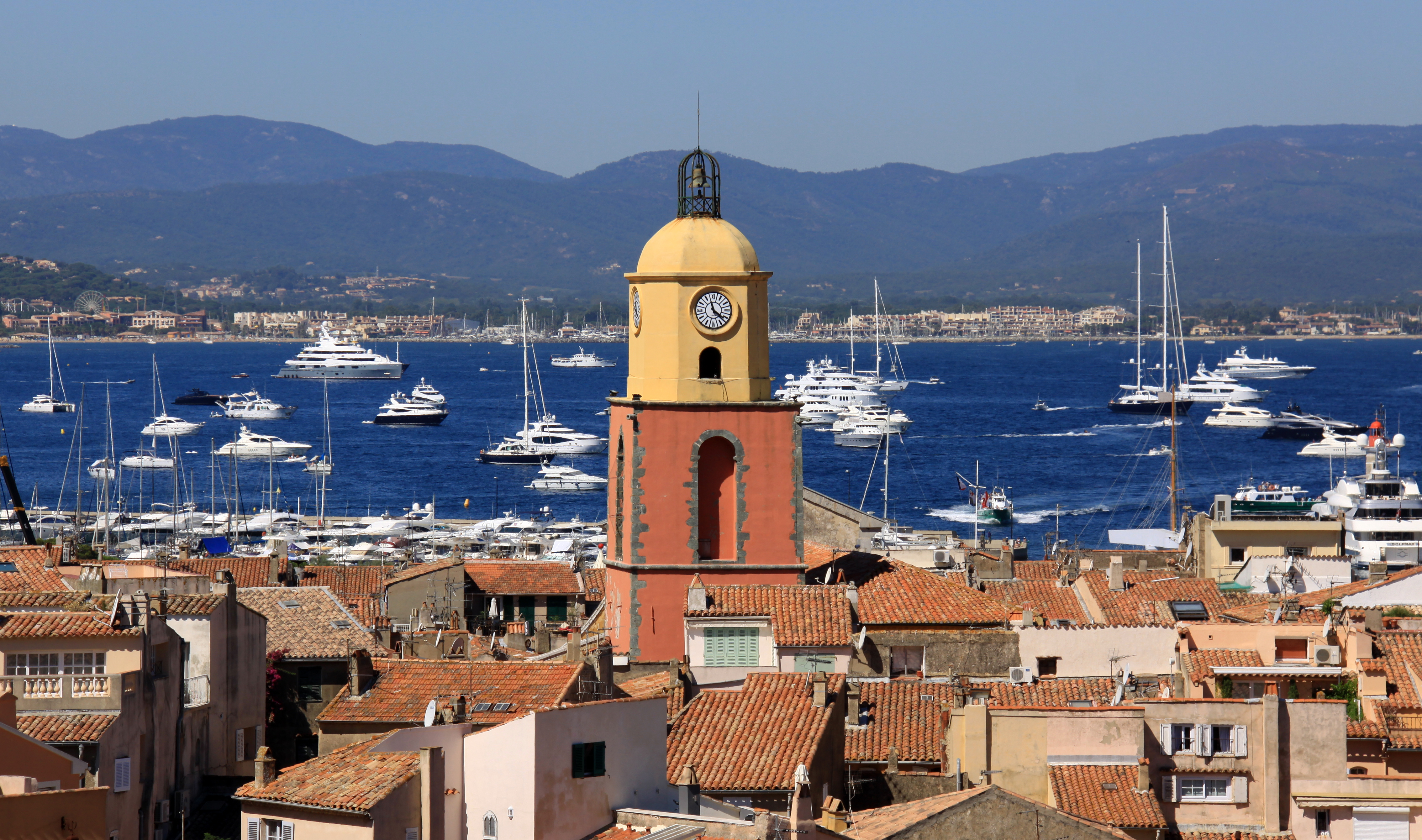
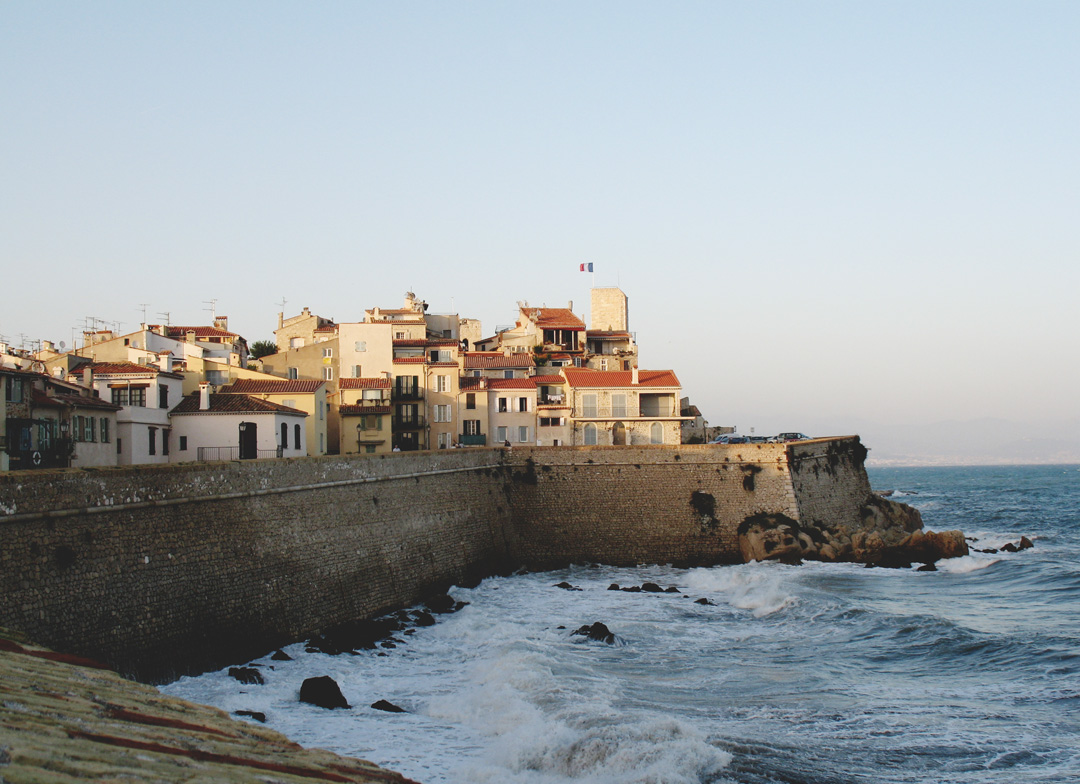